# Libération de Paris
Pour les articles homonymes, voir Bataille de Paris.
Seconde Guerre mondiale
Batailles
Opérations de débarquement (Neptune)
- Tonga (Deadstick, Batterie de Merville)
- Albany (Chicago, Manoir de Brécourt)
- Boston (Detroit)
- Utah Beach
- Omaha Beach (Pointe du Hoc)
- Gold Beach
- Juno Beach
- Sword Beach

Secteur anglo-canadien
- Caen
- Authie
- Perch (Villers-Bocage)
- Putot
- Bretteville-l'Orgueilleuse
- Norrey
- Mesnil-Patry
- Martlet
- Epsom
- Windsor
- Charnwood
- Jupiter
- Atlantic
- Goodwood
- Crête de Verrières
- Spring
- Bluecoat
- Totalize
- Tractable

Secteur américain
- Carentan
- Cotentin
- Cherbourg (Bombardement)
- Bataille des Haies (Elle, Saint-Lô, La Haye-du-Puits)
- Cobra
- Mortain

Fin de la bataille de Normandie et libération de l'Ouest
- Rennes
- Saint-Malo
- Brest
- Poche de Falaise
- Chambois
- Paris

Mémoire et commémorations
- Cimetières militaires de la bataille de Normandie
- Commémorations du 70e anniversaire
- Projet UNESCO de classement des plages

- Corse
- Limousin
- Ain et Haut-Jura
- Les Glières
- Ascq
- Division Brehmer
- Mont Mouchet
- Opérations SAS en Bretagne
- Bataille de Normandie
- Guéret
- Brigade Jesser
- Cornil
- 1er Tulle
- 2e Tulle
- Argenton-sur-Creuse
- Oradour-sur-Glane
- 1er Ussel
- Saint-Marcel
- Saffré
- Mont Gargan
- Vercors
- Penguerec
- Lioran
- Égletons
- 2e Ussel
- Débarquement de Provence
- Port-Cros
- La Ciotat
- Toulon
- Martigues
- Marseille
- Nice
- Rennes
- Saint-Malo
- Brest
- Paris
- Mont-de-Marsan
- Montélimar
- Maillé
- Écueillé
- La Saulx
- Meximieux
- Nancy
- Colonne Elster
- Dunkerque
- Arracourt
- Saint-Nazaire
- Lorient
- Metz
- Royan et de la pointe de Grave
- Campagne de Lorraine
- Colmar

Front d'Europe de l'Ouest
Front d'Europe de l'Est
Campagnes d'Afrique, du Moyen-Orient et de Méditerranée
Bataille de l'Atlantique
Guerre du Pacifique
Guerre sino-japonaise
La libération de Paris pendant la Seconde Guerre mondiale eut lieu du 19 au 25 août 1944, marquant ainsi la fin de la bataille de Paris. Cet épisode a lieu dans le cadre de la Libération et met un terme à quatre années d'occupation de la capitale française.
La section du lieutenant Amado Granell, de La Nueve, est la première à atteindre le centre de Paris.

## Contexte

### Contexte régional
Les forces alliées progressent vers l'est, les généraux américains Dwight D. Eisenhower et Bradley, engagés dans les combats de la poche de Falaise, prévoient de contourner Paris pour ne pas être ralentis dans leur progression, notamment sur le plan logistique, la libération des 4 millions d'habitants parisiens nécessitant 4 000 tonnes de vivres par jour. Le général Bradley écrit dans ses mémoires à propos de la capitale française : « La ville n'avait plus aucune signification tactique. En dépit de sa gloire historique, Paris ne représentait qu'une tache d'encre sur nos cartes ; il fallait l'éviter dans notre marche vers le Rhin ». Les Overlord forecasts (prévisions Overlord) ont pour cible principale le bassin de la Ruhr où se concentre l'industrie lourde allemande, la libération de Paris étant prévue pour fin octobre.
Marie-Pierre Kœnig, commandant en chef des Forces françaises de l'intérieur (FFI), prépare une insurrection afin de limiter l’effet de l'installation de l'AMGOT, redouté par le Gouvernement provisoire de la République française (GPRF).
Peu avant, depuis le 1er août, les Polonais ont commencé l'insurrection de Varsovie, circonscrite par la Wehrmacht dès le surlendemain de son déclenchement.

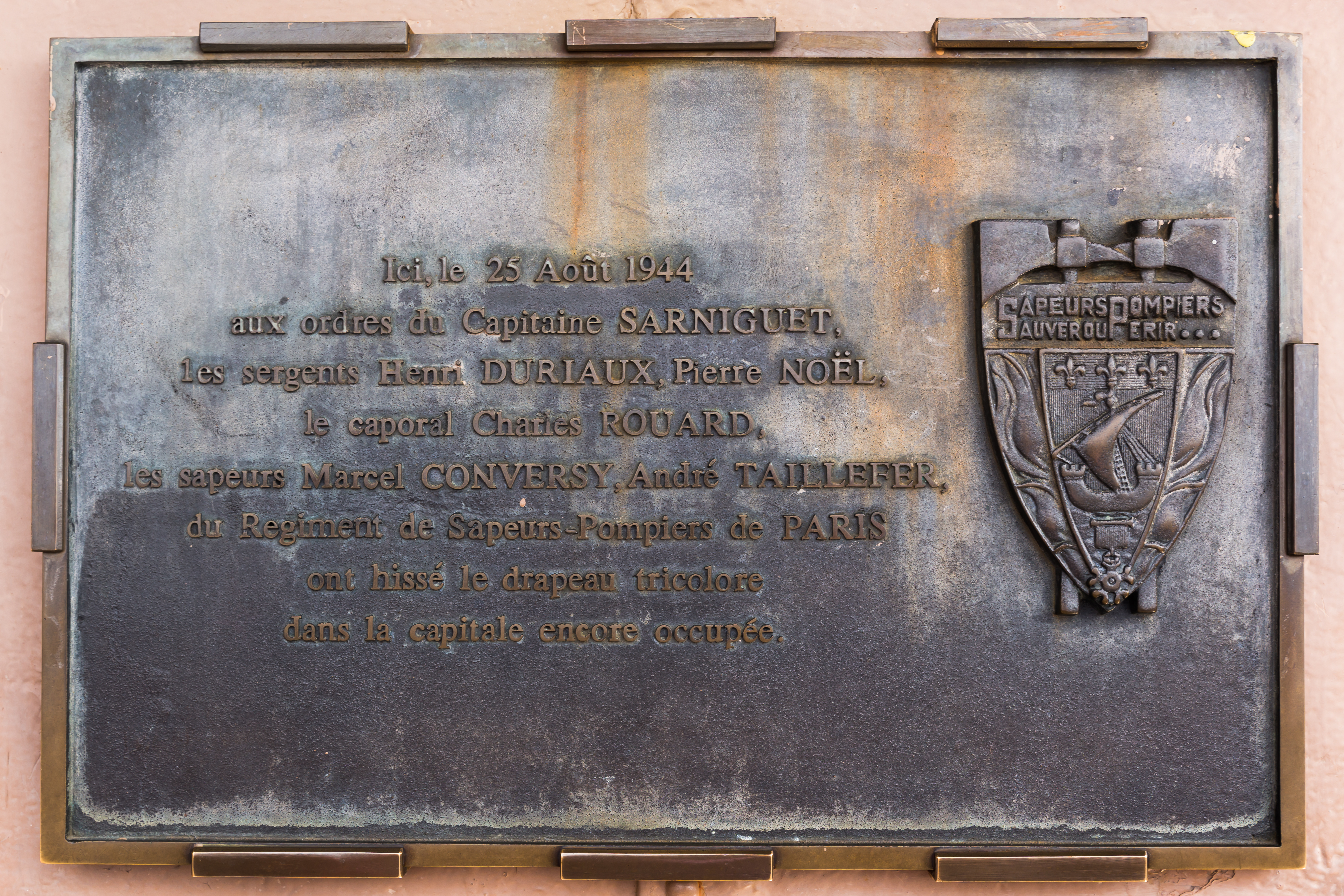
Plaque commémorative de la libération de Paris, apposée au troisième étage de la tour Eiffel.

### À Paris

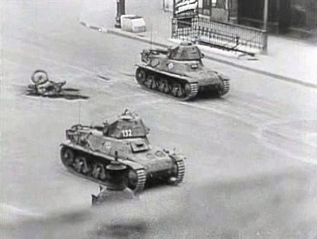
Chars Hotchkiss H39 récupérés par l'armée allemande en 1940, en mouvement dans Paris le 19 août 1944.

Les ordres de Hitler prévoyaient la destruction des ponts et monuments de Paris, la répression impitoyable de toute résistance de la part de la population et de combattre dans Paris jusqu'au dernier homme pour créer un « Stalingrad » sur le front de l'Ouest immobilisant ainsi plusieurs divisions alliées. Mais le général von Choltitz n'a pas les moyens de résister réellement. La garnison allemande est forte de 16 000 hommes, mal équipés, aux unités disparates (unités administratives, par exemple) de faible valeur combative, 80 chars (dont certains datent des prises de guerre de l'été 1940, comme des chars Renault FT d'un « autre âge ») et autant de pièces d'artillerie, pour certaines désuètes. La retraite des débris de la 7e armée allemande qui se replie sur la Somme est couverte par de petites unités de circonstance équipées de matériels modernes, canons antichars et Panzers, et qui marquent des coups d'arrêt.
La résistance parisienne est commandée par Rol-Tanguy, responsable régional des FFI pour l'Île-de-France depuis son poste de commandement de la rue de Meaux (il s'installe le 20 août sous la place Denfert-Rochereau) et par le colonel Lizé (de son vrai nom, Jean de Marguerittes), chef des FFI de la Seine (dont le PC est installé 1 rue Guénégaud, tout près de l'hôtel de la Monnaie). Jacques Chaban-Delmas est le délégué militaire national du gouvernement provisoire ; il accueillera le général Leclerc. Le « colonel Fabien », commandant le premier régiment des FFI de Paris, siège au no 34 rue Gandon (13e arrondissement) et au no 12 rue de l'Abbé-de-L'Épée (5e arrondissement).
L'occupant se trouve en position défensive, une division SS est mise en mouvement vers Paris pour renforcer l'armée allemande. Il est à prévoir qu'elle obéira sans état d'âme aux ordres de destruction de Hitler : von Choltitz a fait venir un bataillon de pionniers de la Luftwaffe pour miner les points majeurs de la ville.
La Résistance est pauvrement équipée (elle n'a même pas de liaison radio avec l'extérieur) mais enthousiaste.

## Insurrection populaire

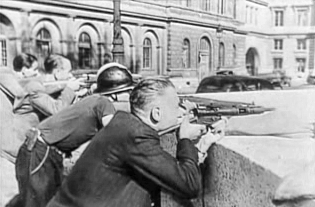
Résistants français tirant sur les Allemands au cours de la bataille pour Paris.

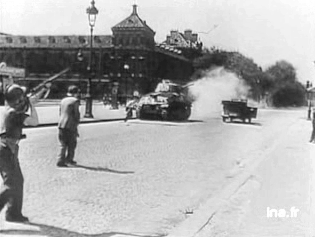
Combat en milieu urbain lors de la bataille pour Paris. Un char SOMUA S-35 capturé par les Allemands et repris par les résistants tire sur une position de tireur embusqué.

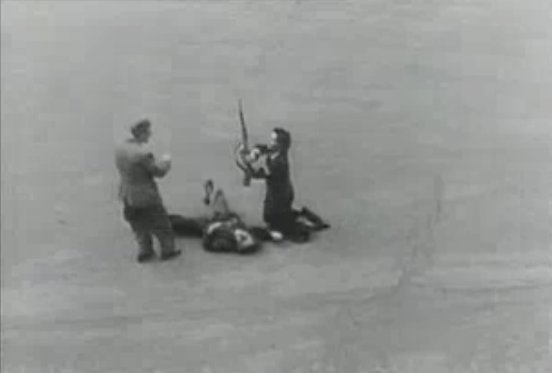
Scène montrant deux Parisiens (peut-être des FFI) récupérant l'arme d’un soldat allemand qui vient d’être tué près de Notre-Dame.

Avec l'annonce de l'avance rapide des Alliés sur Paris depuis la victoire de la Poche de Falaise, les cheminots se mettent en grève le 10 août, suivis par le métro de Paris, la gendarmerie le 13 août. La police se met en grève le 15 août, suivie des postiers le jour suivant. Ils sont rejoints par d'autres ouvriers de la ville quand la grève générale éclate le 18 août. Le jour même dans l'après-midi, Rol-Tanguy fait apposer les affiches d'appel à la mobilisation des Parisiens et au déclenchement de l'insurrection. En représailles, les forces d'occupation tuent 35 membres de la Résistance au bois de Boulogne.
Le 19 août au matin, deux mille policiers résistants s'emparent de la Préfecture de Police, hissent le drapeau tricolore sur la Préfecture et sur Notre-Dame, et engagent le combat avec les Allemands. Rol-Tanguy, qui passe par hasard à vélo, les affiches cachées dans sa sacoche, est pris au dépourvu. Il se fait difficilement reconnaître et vient prendre leur commandement. Dans la matinée, les policiers sont enrôlés dans les FFI. Le lendemain, sous l'impulsion de Léo Hamon, ils prendront l'Hôtel de Ville. Des barricades sont dressées, entravant les mouvements des véhicules allemands, et des escarmouches ont lieu contre les forces allemandes d'occupation, épaulées par des membres de la Milice, restés à Paris malgré le repli général des miliciens quelques jours plus tôt. Les combats, violents et dispersés dès le 19, atteignent leur maximum le 22. De sérieux combats ont lieu, en particulier à la préfecture de police, au Sénat, au Grand Palais, autour de l'Hôtel de Ville... Les FFI encerclent les îlots de défense allemands.
Une brève trêve est conclue dès le 19, qui permet à chacun des camps, soit d'évacuer la capitale pour les Allemands, soit de conforter ses positions, pour la Résistance.
En marge des évènements de la capitale, des accrochages et embuscades sont organisés par des partisans et résistants en banlieue parisienne.
Les insurgés, faute de munitions, n'auraient pas pu tenir longtemps : la résistance intérieure envoie en mission le commandant Cocteau (« Gallois »), chef d'état-major du colonel Rol-Tanguy, auprès du général Patton pour signaler aux Américains que la moitié de la ville est libérée le 23, mais que la situation des résistants est critique. Devant cette situation, ayant obtenu l'accord de de Gaulle, qui rappelle à Eisenhower sa promesse faite à Alger en décembre 1943 que la libération de Paris serait confiée à une unité française, le général Leclerc force la main aux Américains en donnant l'ordre de marche sur Paris aux éléments de reconnaissance de sa 2e division blindée française. Le général américain Gerow, supérieur hiérarchique de Leclerc, est furieux, considérant cela comme une insubordination.
Eisenhower, doutant de pouvoir retenir les Français, finit par accepter et envoie la 4e division d'infanterie américaine du général Barton en renfort.

## La percée de la2eDB et l'entrée à Paris

### La charge vers Paris

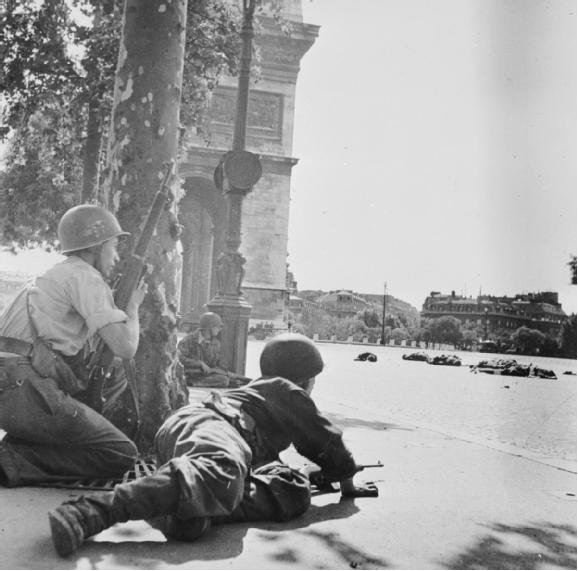
Deux soldats de la 2e DB font feu en direction de tireurs embusqués allemands et de miliciens pro-allemands qui ont tenté, sans succès, de libérer des prisonniers allemands. Ceux-ci sont étendus morts dans la rue.

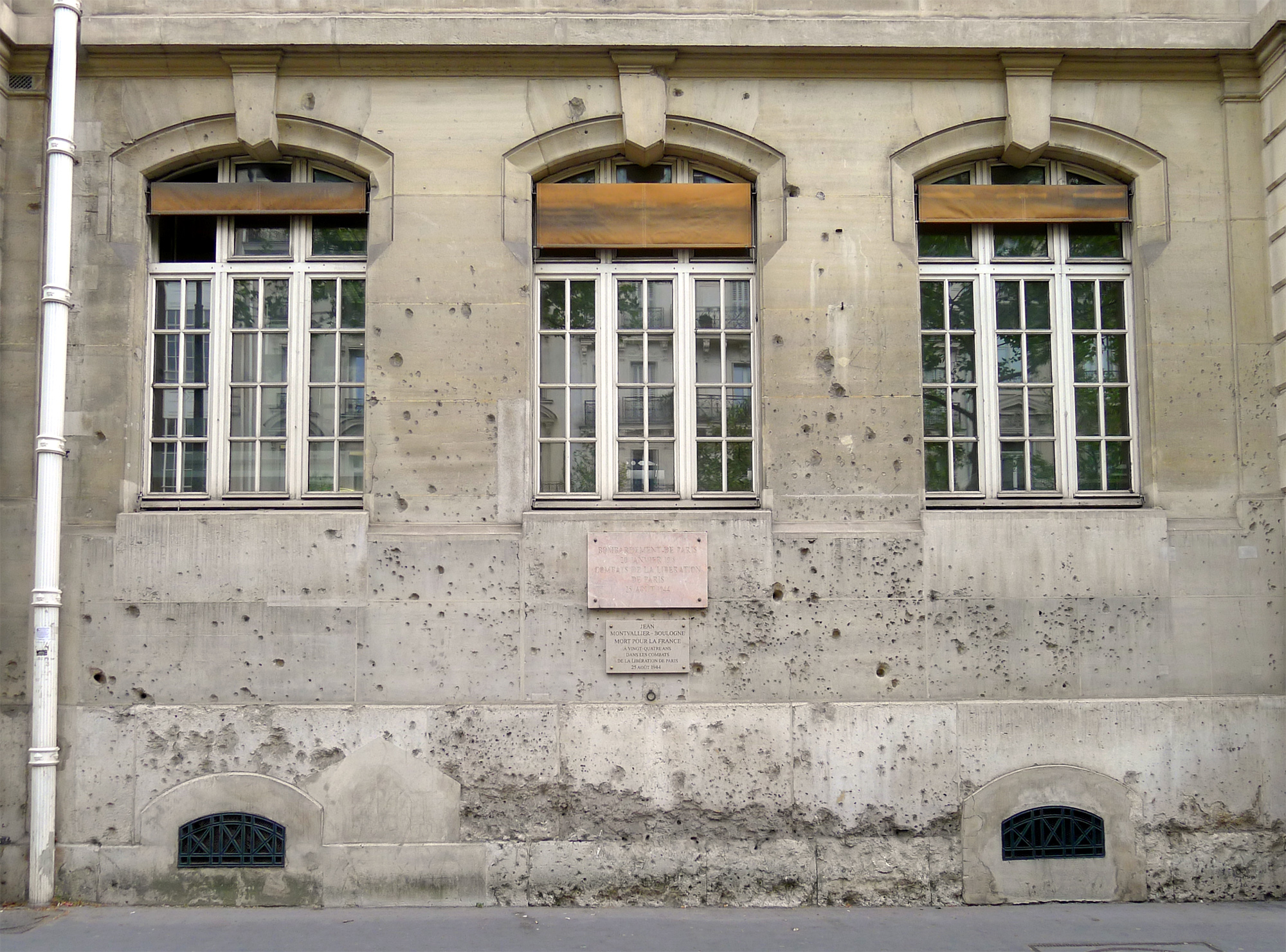
Les traces des combats de la libération de Paris encore visibles sur les murs de l'École des mines, côté boulevard Saint-Michel.

Initialement, le général Eisenhower souhaite après le débarquement réussi foncer sur l'Allemagne en contournant Paris. Convaincu par de Gaulle et les services secrets alliés de l'importance symbolique de la capitale (la ville devant être libérée par des Français) mais aussi stratégique (soutien de l'insurrection contre les Allemands de la capitale qui constituent une menace sur les flancs de l'armée alliée), le commandant en chef des forces alliées donne l'ordre dans la soirée du 22 août au général Leclerc et sa 2e DB de marcher sur Paris. Le jour même en début d'après-midi, ce dernier a pris l'initiative (ce qui confine à l'insubordination puisqu'il désobéit à son supérieur le général Gerow) de diriger vers Versailles un détachement de sa division, le groupement Guillebon.
À partir de ses positions d'Argentan, l'audacieuse attaque française se fait sur 200 km, sans soutien aérien allié, en contournant par le sud les fortes positions allemandes placées à l'ouest de Paris, au milieu d'un enthousiasme populaire indescriptible qui gêne les combattants. C'est que, depuis deux mois, Paris attend les Américains, malgré la propagande de Radio-Paris qui annonce la victoire allemande en Normandie (« Radio-Paris ment, Radio-Paris est allemand » dit la BBC), et soudain derrière l'ennemi qui reflue en désordre dans la banlieue, on voit les trois couleurs sur les tourelles des Sherman M4. À la surprise initiale succède une indicible fierté, la foule envahit les rues, on monte sur les chars, partout les drapeaux fleurissent, la rumeur se propage jusqu'à Paris : « Les Français, ce sont des Français de Leclerc ! ».[réf. nécessaire]

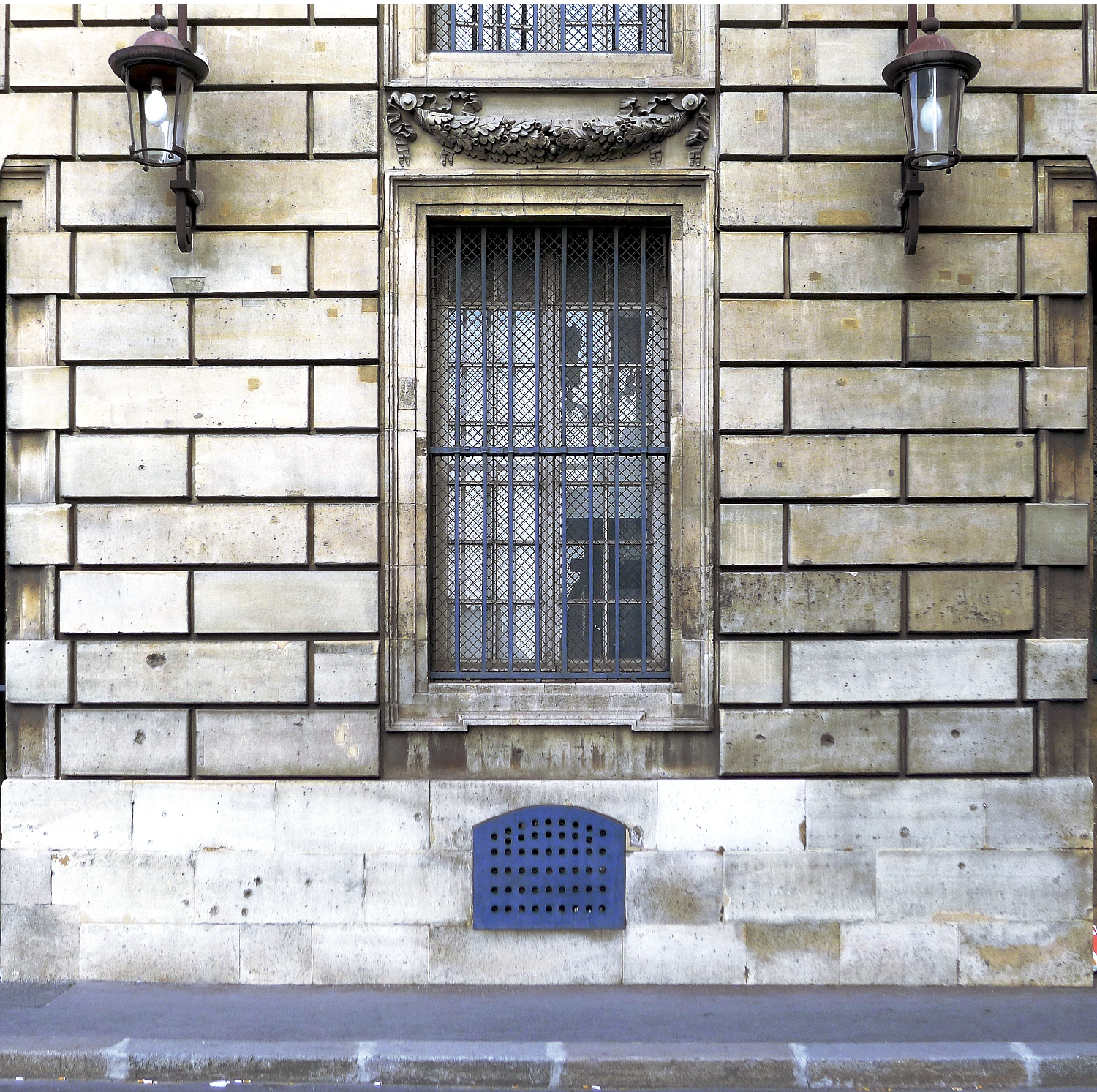
Impacts de balles sur le mur de l'hôtel de la Marine (côté rue Saint-Florentin) laissés lors de l'assaut sur le QG allemand situé dans l’hôtel Meurice, rue de Rivoli.

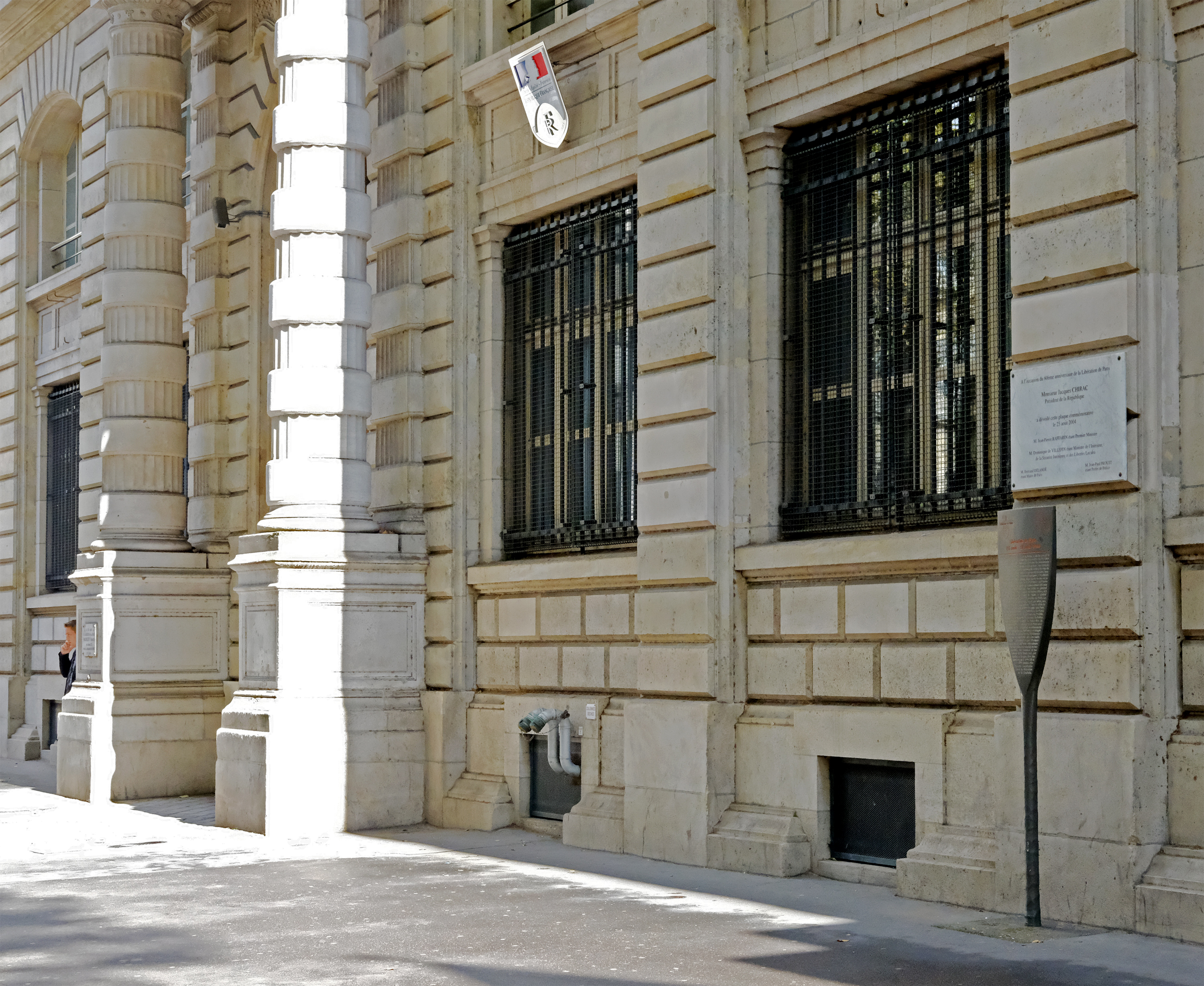
Panneau Histoire de Paris devant le no 9 du boulevard du Palais.

Les combats en banlieue sont sévères mais les soldats de la 2e DB, qui combattent sans dormir pendant deux jours et deux nuits, ne peuvent être ralentis par les points d'appui allemands, et la vive résistance allemande est culbutée.

### 24 aout: l'entrée dans Paris
Malgré la garnison allemande encore puissante de 16 000 à 20 000 hommes, les éléments de la 2e DB du capitaine Dronne entrent dans Paris par la porte d'Italie et la porte d'Orléans le 24 août 1944 : la 9e compagnie du régiment de marche du Tchad (surnommée la Nueve, car essentiellement constituée de républicains espagnols), forte de 15 véhicules blindés (11 semi-chenillés, 4 véhicules) précédés par 3 chars du 501e RCC, va se poster en renfort des FFI devant l'Hôtel de Ville, le 24 août à 21 h 22, pendant que les policiers parisiens actionnent le bourdon de la cathédrale Notre-Dame, en attendant le gros de la 2e division blindée.
La Nueve est connue pour la participation à la libération de Paris, ses hommes sont les premiers à entrer dans la capitale française, au soir du 24 août 1944,, avec des halftracks portant les noms de batailles de la guerre d'Espagne, « Teruel », « Guadalajara », accompagnée de 3 chars du 501e RCC, Montmirail, Champaubert et Romilly, et d'éléments du génie,.
Le lieutenant républicain espagnol Amado Granell est le premier « libérateur » à être reçu dans l'hôtel de ville par Georges Bidault, président du Conseil national de la Résistance. La 4e division d'infanterie américaine entre par la porte d'Italie le 25 août.
Les jeunes membres de la Section motorisée du 16e arrondissement, mise sur pied et commandée par Jean-Gérard Verdier, contribuent à guider les blindés dans la capitale (ils se font reconnaître et s'intègrent séparément aux unités rencontrées, leur apportent renseignement et éclairage sur les points de résistance allemands et participent à leurs côtés aux combats de la Libération de Paris, notamment de l'Étoile, des Invalides et de l'École militaire). Guidés par les résistants, les Alliés atteignent la rue de Rivoli malgré de sérieux combats en pleine ville. Les chars français détruisent des Panzers allemands et des colonnes blindées à plusieurs reprises au cours de duels au canon.
Si les ponts et un certain nombre de bâtiments stratégiques sont effectivement minés dès le 21 août par les soldats du génie allemand (813. Pionierkompanie appuyée par la 177. Pionierkompanie) commandés par le capitaine Werner Ebernach, cet officier ne reçoit pas l'ordre de destruction de la part du Q.G. de Choltitz. Le 24 août au soir, il organise la retraite en bon ordre de son unité, ne laissant qu'une section de sapeurs pour assurer l'exécution de l'ordre de destruction final. L'ordre de destruction ne vint jamais. Parmi les conjectures expliquant ce geste considéré comme une trahison par Hitler, le fait que l'officier des transmissions qui était de service le soir, le sous-lieutenant Ernst von Bressensdorf, ait détourné les télégrammes urgents du Führer des 22 et 23 août au soir pour ne les remettre au général que le lendemain matin, un acte reconnu aujourd’hui comme une désobéissance volontaire de la part d'un jeune officier particulièrement francophile, l'entremise du consul suédois Raoul Nordling qui aurait exposé au général von Choltitz l'inutilité et l'inhumanité de son acte, et les calculs personnels de von Choltitz qui, conscient des déficiences du Führer, prépare son après-guerre en mettant à l'abri sa famille et en essayant d'épargner au maximum à la fois la vie des soldats allemands sous ses ordres et le patrimoine culturel parisien.

### 25 aout: signature de la capitulation

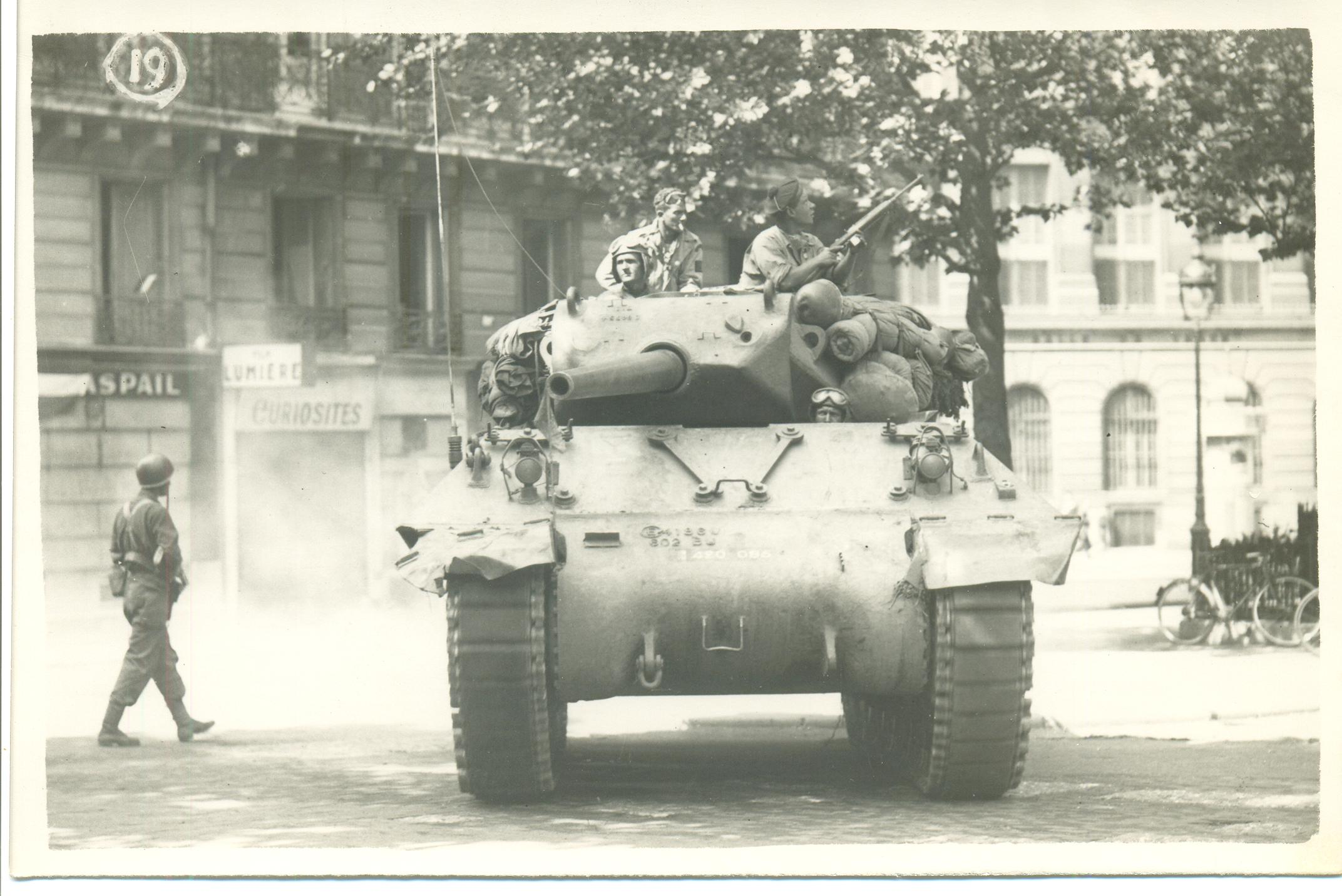
Chasseur de chars M10 Wolverine du RBFM, boulevard Raspail.

Après la blessure du capitaine Jacques Branet, qui commandait le détachement qui remontait la rue de Rivoli, l'état-major allemand est fait prisonnier par les Français sous le commandement du lieutenant Henri Karcher qui convoie ensuite le général von Choltitz à la préfecture de Police. Le nouveau préfet de police, Charles Luizet, y reçoit à déjeuner le général Leclerc ; le cessez-le-feu est ensuite signé par Leclerc et von Choltitz, dans la salle de billard des appartements préfectoraux.
La signature de la capitulation des troupes nazies est faite à la gare Montparnasse le 25 août, avec le contreseing du colonel Rol. Malgré tout, des combats sporadiques continuent, en particulier du fait des unités SS qui refusent la capitulation du général von Choltitz, menaçant de fusiller les officiers « traîtres » de la Wehrmacht qui leur commandent la reddition.
Le 25 août, lors de la libération de Paris, Yvon Morandat, avec sa future femme Claire, prend possession de l'hôtel Matignon au nom du gouvernement provisoire. Le même jour, Charles de Gaulle, chef du Gouvernement provisoire de la République française, arrive à Montparnasse, puis se rend au ministère de la Guerre rue Saint-Dominique ; après une halte à la préfecture de police, il se rend à l'Hôtel de Ville où il prononce un discours à la population dont un extrait est resté célèbre : « Paris outragé ! Paris brisé ! Paris martyrisé ! Mais Paris libéré ! ». Georges Bidault lui demande de proclamer la République. De Gaulle refuse : « La République n'a jamais cessé d'être ! Vichy fut toujours et demeure nul et non avenu ».[réf. souhaitée]
Pendant plusieurs jours, la population parisienne est partagée entre la peur et l'enthousiasme. Les combats se poursuivent en banlieue nord, vers Le Bourget et la forêt de Montmorency, où la 47e Division d'infanterie allemande, venue du Pas-de-Calais, tente de freiner l'avance alliée. À Paris même, des tireurs isolés, Allemands ou miliciens, sont signalés à plusieurs reprises. Le 26 août, un défilé de la victoire sur les Champs-Élysées est organisé. La foule joyeuse salue les forces de Leclerc. La messe d'action de grâces à Notre-Dame est perturbée par une fusillade, car des résistants croient (peut-être à tort) avoir aperçu des tireurs embusqués. Dans la nuit du 26 août peu avant minuit, la Luftwaffe lance un ultime raid en guise de représailles, qui touche surtout le nord et l'est de Paris. Les bombes incendiaires font de 189 à 200 morts. La commune de Bagneux est également touchée, ainsi que la ville de Sceaux qui compte deux morts[source insuffisante].
De nombreuses rumeurs ont par ailleurs couru, dans les jours qui ont suivi la Libération, sur la présence de tireurs miliciens embusqués, restés sur place y compris après le départ des Allemands. Le gros des miliciens avait quitté la capitale quelques jours avant les premiers combats, leur chef Joseph Darnand ayant ordonné un repli général. On ignore combien de miliciens, demeurés dans la capitale, ont pris part aux combats : Darnand avait déclaré à Ribbentrop avoir laissé 200 miliciens à Paris ; l'historienne Michèle Cointet met en doute ce chiffre, dans lequel elle voit des « paroles de fanfarons ». Il est possible que certains des tirs attribués à des miliciens embusqués aient été en réalité l'œuvre de groupes de résistants qui, dans la confusion générale, se seraient tiré les uns sur les autres. De Gaulle qualifiait quant à lui la rumeur sur les « tireurs des toits » miliciens de « tartarinade », exploitée par les communistes qui auraient ainsi voulu maintenir un état de vigilance armée contre les « ennemis de l'intérieur ». Il n'en est pas moins vrai que plusieurs FFI et policiers seront ainsi blessés et plusieurs de ces tireurs arrêtés.

### Appui des Alliés

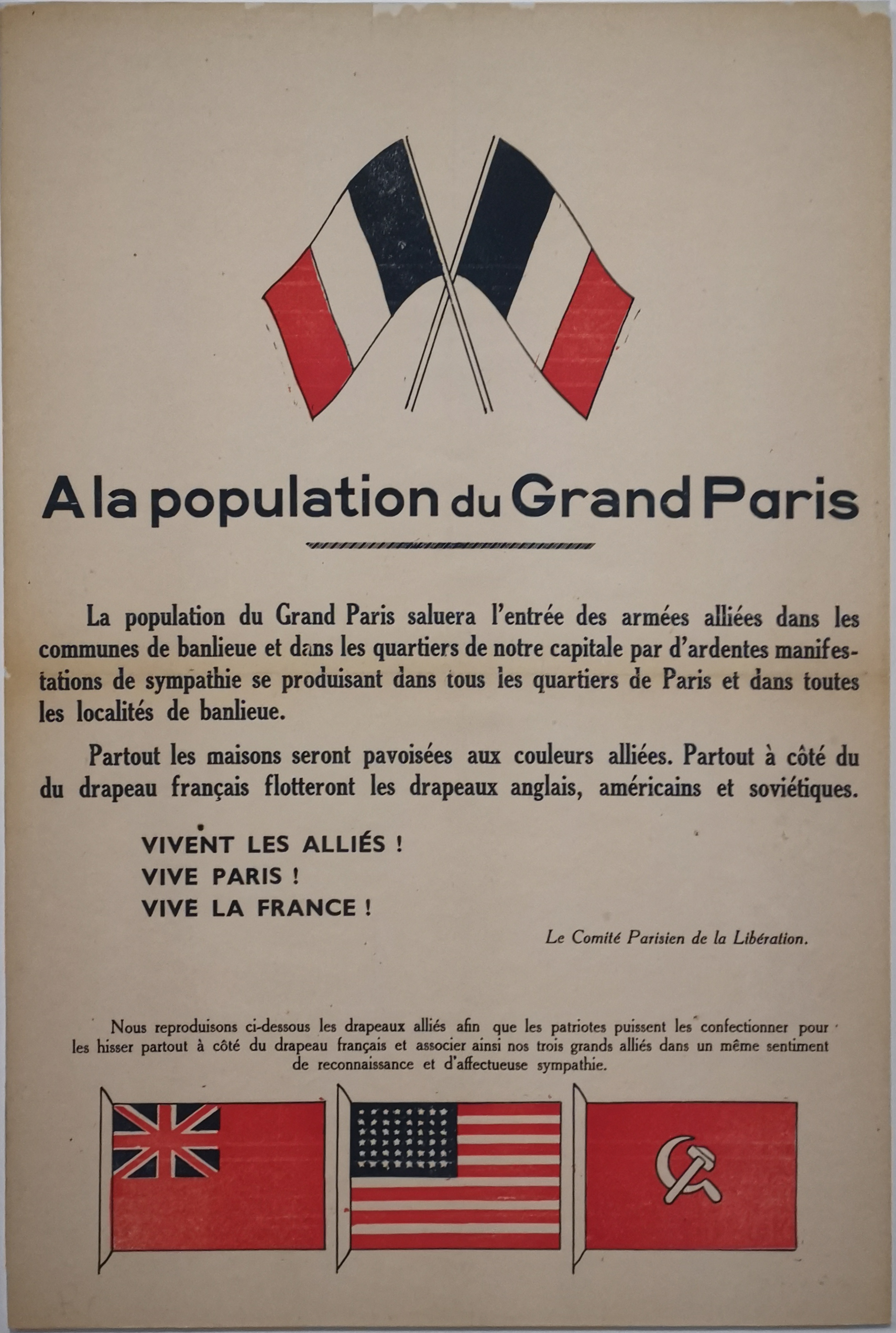
Affiche du comité parisien de la Libération concernant le pavoisement des bâtiments aux couleurs des Alliés, fac-similé, musée de l'Ordre de la Libération.

Au sud de Paris, les troupes alliées ont assuré la couverture du flanc droit de la 2e DB. Le général américain Barton fut affecté avec sa 4e DIUS avec, en plus, un groupe de reconnaissance US, le 102nd Cavalry Reconnaissance Squadron (MECZ).

## La journée du 26 août

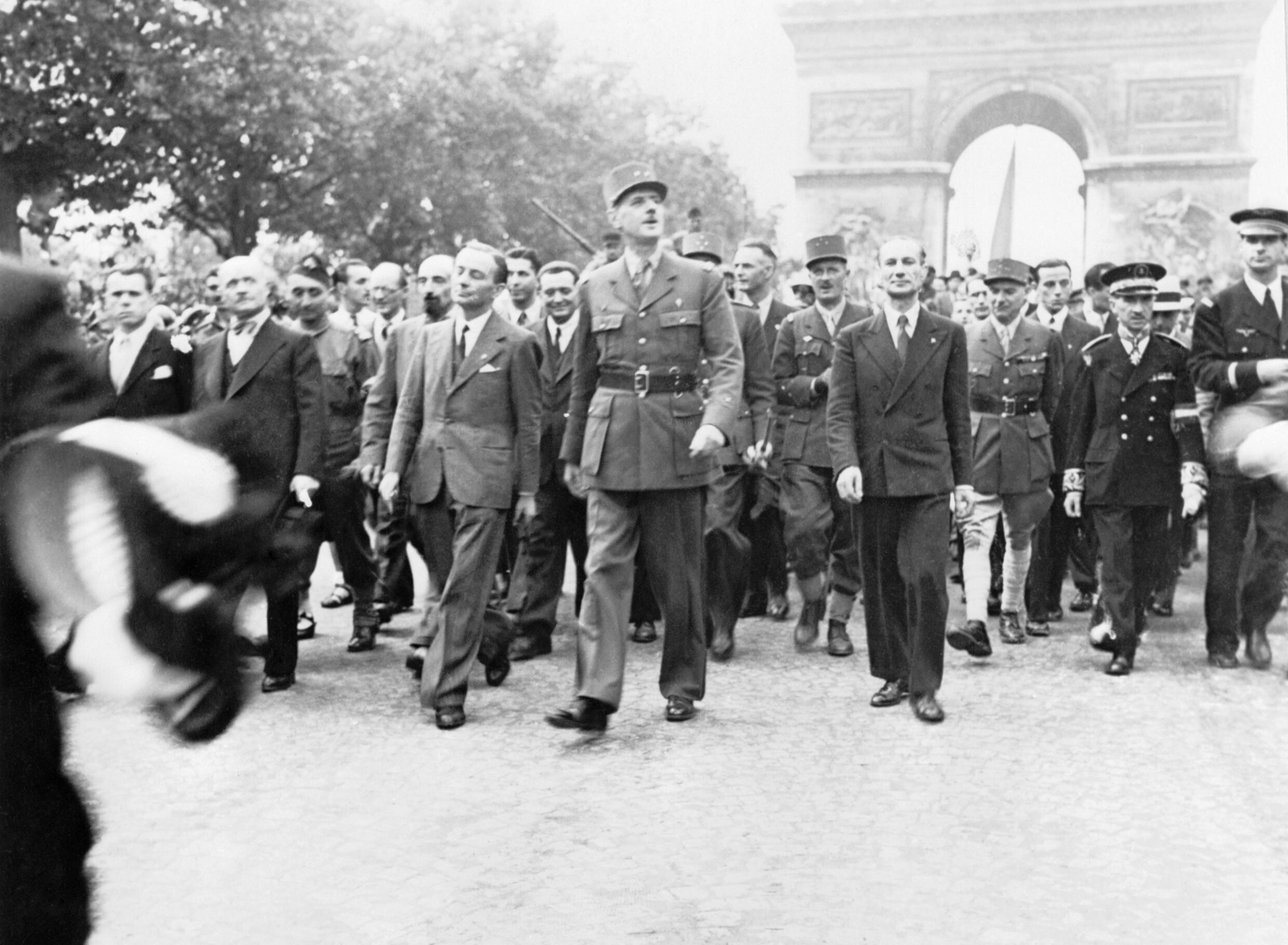
Le général de Gaulle et son entourage descendent de l'Arc de Triomphe vers Notre-Dame pour un office religieux après la libération de Paris, le 26 août 1944-.

Le 26 août, le général de Gaulle, le général Leclerc et leurs entourages descendent les Champs-Élysées en direction de Notre-Dame (ce parcours, filmé par le cadreur Gaston Madru, relate l'ampleur de l'événement). Ils viennent assister à un Te Deum dans la cathédrale, après avoir pris leurs dispositions pour que l’archevêque de Paris, le cardinal Emmanuel Suhard, soit absent de la cérémonie. Le général souhaitait en effet sanctionner les ecclésiastiques compromis dans la collaboration. Sans orgues, et après des coups de feu à l'extérieur, l'assemblée chante finalement le Magnificat, plus connu et plus bref.

## Bilan des pertes
Adrien Dansette estime le nombre de tués à 130 hommes de la 2e DB, 532 résistants français et environ 2 800 civils pendant les combats pour la libération de Paris. 177 policiers seront tués lors des combats pour la Libération de Paris, dont une quinzaine fusillés au fort de Vincennes. Les pertes allemandes sont de 3 200 tués dans les combats et 12 800 prisonniers.
Henri Michel, reprenant les évaluations effectuées par les FFI, donne le chiffre de 2 887 Allemands et 1 482 Français (dont 582 civils) tués en estimant les pertes allemandes possiblement « un peu grossies ».
Pierre Mesmer donne les chiffres, pour la période du 15 au 25 août, de 1 630 tués et 3 892 blessés français (901 tués et 1 455 blessés FFI, 147 tués et 425 blessés à la 2e DB et 582 tués et 2012 blessés pour les civils).
Selon Jean-François Muracciole, le bilan des pertes de la bataille est difficile à établir en raison de l’absence de bilan officiel, y compris pour la 2e DB. Cette absence est « significative » et « révèle la très faible intensité d’une « bataille » qu’Américains et Allemands n’ont pas jugé utile d’isoler dans leurs statistiques par ailleurs très précises ». Malgré l'incertitude des sources, il estime les pertes totales, françaises et allemandes, à environ 3 400 morts et 5 500 blessés (dont un millier de FFI tués et blessés et 130 tués, 319 blessés et 21 disparus à la 2e DB). Par comparaison, le bilan de la bataille de Berlin est de plus de 300 000 morts.

## D'importantes conséquences politiques

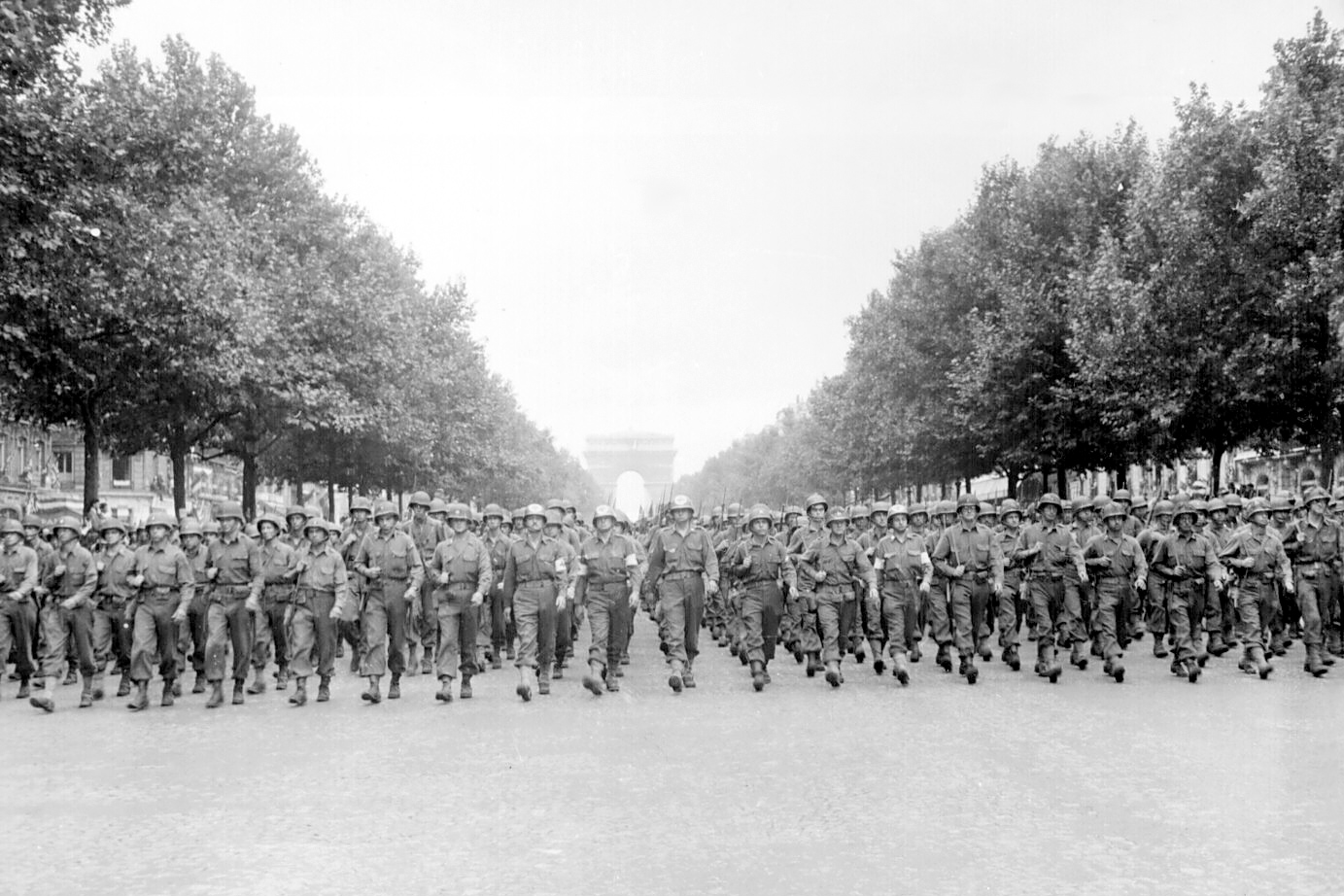
Défilé de la d’infanterie américaine le 29 août 1944-.

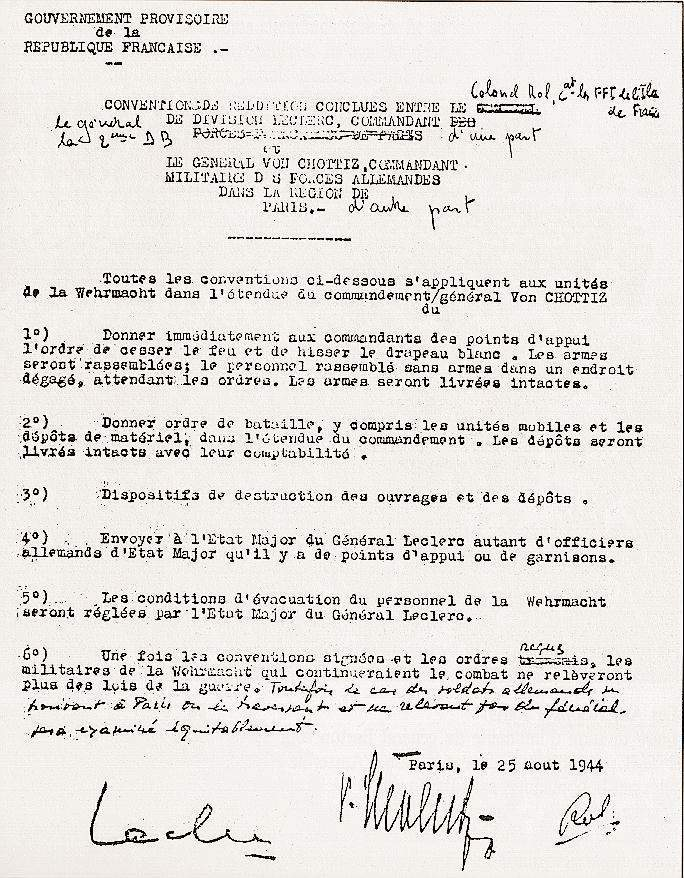
Reddition de la garnison allemande de Paris, signée par le général von Choltitz le 25 août 1944-, reçue par le général Leclerc et contresignée par le colonel Rol-Tanguy.

Les hommes de la 4e division d'infanterie américaine, entrés dans Paris le 25 août, ont laissé à l'Armée française de la Libération le privilège de pénétrer les premiers dans la capitale, garantissant à la libération de Paris l'image d'une victoire essentiellement française. Ce succès constitue un symbole puissant qui contribue à garantir la place de la France parmi les forces alliées et dans le camp des vainqueurs du conflit.
Grâce aux soulèvements populaires spontanés de Paris, de Marseille et de Nice, des maquis du Limousin et de la Bretagne, régions qui, comme celle de Toulouse, se libèrent seules de l'occupant malgré une répression féroce, ainsi que celui du Vercors, qui est écrasé par la Wehrmacht, de même que la prise de la Provence par la 1re armée française, et auparavant l'excellente tenue de 80 000 Français en Tunisie et 120 000 en Italie, le Gouvernement provisoire de la République française possède ainsi la force et le prestige suffisants pour réaffirmer la République française et ses institutions[réf. nécessaire].

## Polémique
La BBC rend publique en 2009 une demande des Américains, à une époque où la ségrégation raciale existe aux États-Unis, pour que les bataillons français et anglais défilant lors de la libération soient de composition « exclusivement blanche » (white only) alors que deux tiers des troupes françaises étaient composées de soldats originaires des colonies. Si tous les soldats noirs ont été remplacés lors du « blanchiment » de la division Leclerc lors de sa formation durant l'été 1943, en revanche, environ 1 300 soldats maghrébins (soit près de 10 % des effectifs) sont présents dans la division lors de la libération de Paris,,,,.

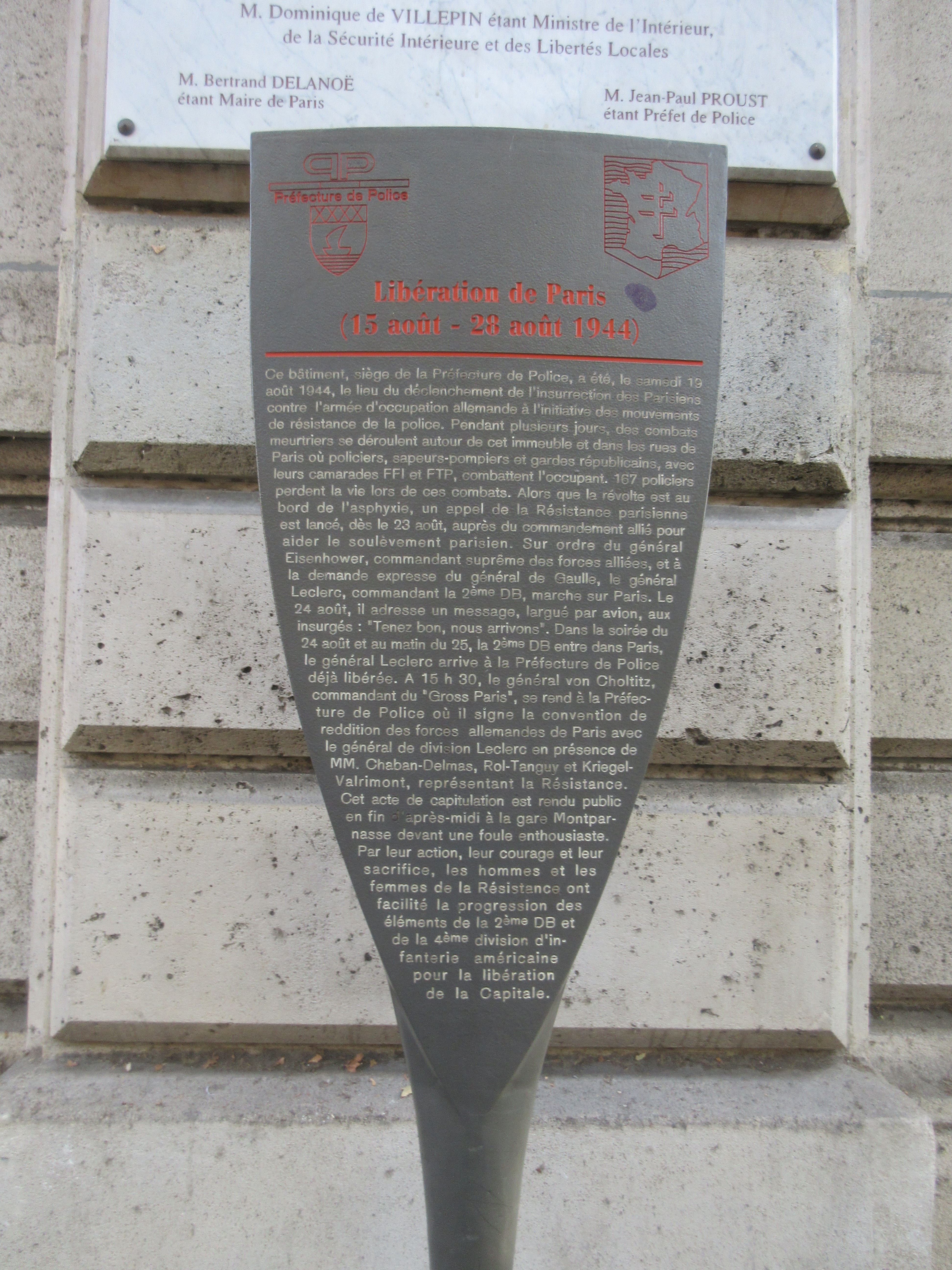
Panneau

### DVD
- Avoir 20 ans en août 1944, DVD France 2. Madeleine Riffaud raconte sa « Libération de Paris ». Réalisé par Jorge Amat, diffusé par Doriane Films.
- La Libération de Paris, DVD Mairie de Paris - Gaumont Pathé Archives, réalisé en 2004 par Gilles Delannoy (Highway Télévision) avec Étienne Lançon, chef de projet Christian Lamet. Diffusé auprès des collégiens en classe de 3e à Paris et dans le numéro spécial édité par le journal Le Parisien le 22 août 2004.
- Les Témoins de la libération de Paris, DVD avec Maurice Kriegel, Edgard Pisani, Madeleine Riffaud, Cécile Rol-Tanguy, Christine Levisse Touzé et Roger Grenier sur leurs actions pendant la Libération de Paris. Réalisé par Jorge Amat, diffusé par Doriane Films.

### Textes
- Jean-Marc Berlière, « Police parisienne dans la libération de Paris », dans Polices des temps noirs : France, 1939-1945, Paris, Perrin, 2018, 1357 p. (ISBN 978-2-262-03561-7, DOI 10.3917/perri.berli.2018.01.0892 ), p. 892-899.
- Jean-Marc Berlière, François Le Goarant de Tromel, Liaisons dangereuses. Miliciens, truands, résistants. Paris 1944, Perrin, 2023, 384 p. (lire en ligne)
- S. Campaux (éd.) La Libération de Paris (19-26 août 1944 - Récits de combattants et de témoins, Payot, 1945, 279 p.
- Yvan Craipeau, La Libération confisquée, Savelli/Syros, 1978, 206 pages.
- Paul Tuffrau, De la « drôle de guerre » à la Libération de Paris (1939-1944), Imago, 2002.
- Christian Chevandier, La Libération de Paris. Les acteurs, les combats, les débats, Hatier, 2013.
- Christian Chevandier, Été 44. L'insurrection des policiers de Paris, Vendémiaire, 2014.
- André Girod, Flammes du père inconnu, souvenir d'un gamin de Paris à la Libération.
- Adrien Le Bihan, Autopsie d'une rancœur : Hemingway alias Argo contre général Leclerc, éd. Cherche-bruit, 2022  (ISBN 978-2-9577160-1-2).
- Fred Moore et Christine Levisse-Touzé, Libérer Paris, août 1944, Ouest France, 2014.
- Jean-François Muracciole, La Libération de Paris. 19-26 août 1944, Tallandier, 2013.
- Roquejoffre (général), texte publié dans Le Nouvel Observateur, 19-26 août 2004, indiquant que : « La 9e compagnie du régiment de marche du Tchad, est surnommée la Nueve car elle est essentiellement composée de volontaires espagnols ».
- Claude Roy, Les Yeux ouverts dans Paris insurgé, préface de Roger Grenier, illustration de Jean Reschofsky, Regain de lecture.
- Catherine Tambrun, Paris libéré, Paris photographié, Paris exposé, Paris-Musées, 2014.